# Amore moderno
Amore moderno (Modern Love) è un film muto del 1918 diretto da Robert Z. Leonard. La sceneggiatura di F. McGrew Willis si basa su un soggetto scritto dallo stesso regista e dall'attrice Mae Murray, che in agosto diventarono marito e moglie. Il film, prodotto e distribuito dall'Universal Film Manufacturing Company, aveva come altri interpreti Philo McCullough, Arthur Shirley, Claire Du Brey, George Chesebro.

## Trama
Della Arnold, dopo aver frequentato una scuola di recitazione, si unisce a una compagnia di giro. Mentre si trova in viaggio per raggiungere la tappa successiva della tournée, lei e un suo collega, Julian Lawrence, vengono bloccati dal cattivo tempo in una locanda dove passano la notte. Lui cerca di approfittare della situazione ma Della lo respinge con decisione. Arrivata a New York, Della viene presentata a George Addison che le trova un lavoro come modella di un artista, Wilbur Henderson. Wilbur e Della si innamorano. Una sera, Wilbur incontra Julian che gli racconta l'avventura della locanda e di quella notte passata con Della. Arricchendola però di particolari inventati che stravolgono la verità. L'artista, allora, rompe con la fidanzata. George, venendo a sapere della loro separazione, si dichiara alla ragazza. Lei, prima di accettare, vuole metterlo al corrente di ciò che è accaduto in quello sfortunato viaggio. Raccontata la sua versione della storia, George non ha alcun dubbio su di lei. Di fronte alla dimostrazione di fiducia incondizionata dell'uomo, Della, felice, accetta la sua proposta di matrimonio.

## Produzione
Il film fu prodotto dalla Universal Film Manufacturing Company.

## Distribuzione
Il copyright del film, richiesto dalla Universal, fu registrato il 14 agosto 1918 con il numero LP12749.
Distribuito dalla Universal Film Manufacturing Company, il film uscì nelle sale statunitensi il 14 settembre 1918. In Francia fu distribuito dalla Pathé Frères il 27 agosto 1920 con il titolo Amour moderne.
In Italia, distribuito dalla Transatlantic uscì nel 1920 con il visto di censura 15041
Non si conoscono copie ancora esistenti della pellicola che viene considerata presumibilmente perduta.